# 테셴 공작 알베르트 카지미르 폰 작센

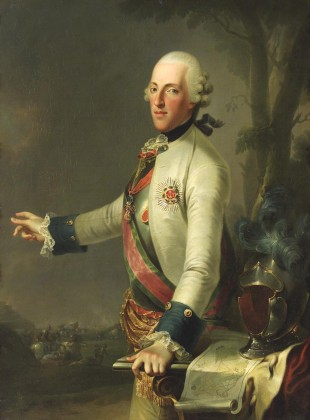

알베르트 카지미르 폰 작센테셴(Albert Kasimir von Sachsen-Teschen, 1738년 7월 11일 ~ 1822년 2월 10일)은 폴란드 국왕 겸 작센 선제후 아우구스트 3세의 아들이다. 어머니 마리아 요제파는 신성 로마 제국의 황제 요제프 1세와 아말리아 빌헬미네 황후 사이에서 태어난 장녀이다. 알베르트의 형제로는 작센 선제후가 된 프리드리히 크리스티안, 스페인 왕비 마리아 아말리아, 프랑스의 왕태자비 마리아 요제파 등이 있다.
알베르트는 마리아 테레지아가 가장 총애하던 딸 마리아 크리스티나와 당시로서는 드물게 연애결혼을 했다. 마리아 테레지아는 사랑하는 딸을 위해 막대한 지참금과 테셴 공작령을 주었고 시동생이자 제부인 카를 알렉산더가 죽은 뒤에는 부부가 오스트리아령 네덜란드를 통치하게 해 주었다.